# Heilig Hartbeeld (Wassenaar)
Het Heilig Hartbeeld is een standbeeld in de Nederlandse plaats Wassenaar, in de provincie Zuid-Holland.

## Achtergrond
Het Heilig Hartbeeld was een geschenk van bollenkwekers aan de Sint-Willibrorduskerk. Het werd gemaakt in het Haarlemse Atelier J.P. Maas en zonen en in 1926 geplaatst. Het beeld staat aan de voorzijde van de kerk, vlak bij de kerkhofmuur.

## Beschrijving
Het beeld toont een staande Christusfiguur, gekleed in een gedrapeerd gewaad en omhangen met een mantel. Het vertoont een sterke symmetrie. Christus wijst met beide handen, waarin de stigmata zichtbaar zijn, naar het vlammende Heilig Hart op zijn borst, dat wordt omwonden door een doornenkroon. Het beeld staat op een taps toelopende sokkel.